# Alkington (Gloucestershire)
Alkington é uma paróquia e aldeia do distrito de Stroud, no condado de Gloucestershire, na Inglaterra. De acordo com o Censo de 2011, tinha 688 habitantes. Tem uma área de 16,63 km².